# Canton de Concarneau
Le canton de Concarneau est une circonscription électorale française située dans le département du Finistère et la région Bretagne.

## Histoire
- Le canton de Concarneau a été créé en 1790[1].

- De 1833 à 1848, les cantons de Concarneau et de Fouesnant avaient le même conseiller général. Le nombre de conseillers généraux était limité à 30 par département[5].

- Un nouveau découpage territorial du Finistère entre en vigueur à l'occasion des élections départementales de mars 2015, défini par le décret du 13 février 2014[4], en application des lois du 17 mai 2013 (loi organique 2013-402 et loi 2013-403)[6]. Les conseillers départementaux sont, à compter de ces élections, élus au scrutin majoritaire binominal mixte. Les électeurs de chaque canton élisent au Conseil départemental, nouvelle appellation du Conseil général, deux membres de sexe différent, qui se présentent en binôme de candidats. Les conseillers départementaux sont élus pour 6 ans au scrutin binominal majoritaire à deux tours, l'accès au second tour nécessitant 12,5 % des inscrits au 1er tour. En outre la totalité des conseillers départementaux est renouvelée. Ce nouveau mode de scrutin nécessite un redécoupage des cantons dont le nombre est divisé par deux avec arrondi à l'unité impaire supérieure si ce nombre n'est pas entier impair, assorti de conditions de seuils minimaux[7]. Dans le Finistère, le nombre de cantons passe ainsi de 54 à 27. Le nombre de communes du canton de Concarneau passe de 2 à 6.

- Le nouveau canton de Concarneau est formé de communes des anciens cantons de Concarneau (1 commune), de Rosporden (4 communes) et de Bannalec (1 commune). Le canton est entièrement inclus dans l'arrondissement de Quimper. Le bureau centralisateur est situé à Concarneau.

## Représentation

### Conseillers d'arrondissement (de 1833 à 1940)
| Période                                  | Période      | Identité                                              | Étiquette      | Qualité |
| ---------------------------------------- | ------------ | ----------------------------------------------------- | -------------- | --- |
| 1833                                     | 1839         | Vincent Raymond Le Guillou-Pénanros                   |                | Négociant, maire de Concarneau                                                                              |
| 1839                                     | 1845         | M. Dumanoir                                           |                | Négociant à Concarneau                                                                                      |
| 1845                                     | 1848         | André Marie Fortuné Dulaurent de La Barre (1776-1856) |                | Propriétaire à Concarneau                                                                                   |
|                                          |              |                                                       |                | |
| 1871                                     | 1887 (décès) | Étienne Guillou (1818-1887)                           |                | Armateur, marin-pilote du port de Concarneau, cofondateur du laboratoire de biologie marine                 |
| 1887                                     | 1913         | Louis Roulland (1838-1917)                            | Républicain    | Fabricant de conserves alimentaires, maire de Concarneau (1881-1900)                                        |
| 1913                                     | 1937         | Yves Sellin (1870-1946)                               | Républicain-RG | Propriétaire, maire de Lanriec (1912-1943), Président de la Société d'agriculture de Quimper                |
| 1937                                     | 1940         | Joseph Bolloré (1905-1945)                            | PC-SFIC        | Cultivateur à Lanriec Mort pour la France à Nancy le 14 septembre 1945                                      |
| 1940                                     |              |                                                       |                | Les conseils d'arrondissement ont été suspendus par la loi du 12 octobre 1940 et n'ont jamais été réactivés |
| Les données manquantes sont à compléter. |              |                                                       |                | |

### Conseillers généraux de 1833 à 2015
| Période                                  | Période      | Identité                                                                | Étiquette          | Qualité |
| ---------------------------------------- | ------------ | ----------------------------------------------------------------------- | ------------------ | --- |
| 1833                                     | 1839         | Pierre Joseph Le Guillou de Pénanros                                    |                    | Négociant, maire de Beuzec                                                                                      |
| 1839                                     | 1855 (décès) | Vincent Raymond Le Guillou de Pénanros (1794-1855) (frère du précédent) |                    | Armateur, négociant, notaire maire de Beuzec puis de Concarneau Conseiller d'arrondissement                     |
| 1856                                     | 1859 (décès) | Gustave Avril (1804-1859)                                               |                    | Propriétaire à Concarneau, ancien officier de marine                                                            |
| 1859                                     | 1861         |                                                                         |                    | |
| 1861                                     | 1871         | Charles de Chauveau (1829-1889)                                         |                    | Propriétaire du château de Keriolet à Concarneau                                                                |
| 1871                                     | 1891 (décès) | Yves Le Crâne (1828-1891)                                               | Républicain        | Négociant, rentier, maire de Concarneau                                                                         |
| 1891                                     | 1892         | Léon Véron (1844-1913)                                                  | Républicain        | Ancien officier de marine, propriétaire à Concarneau                                                            |
| 1892                                     | 1904         | Gustave Bonduelle                                                       | Progressiste       | Entrepreneur, adjoint au Maire de Concarneau                                                                    |
| 1904                                     | 1910         | Jean Le Crâne                                                           | Rép.G              | Maire de Beuzec-Conq                                                                                            |
| 1910                                     | 1919         | Louis Lucas                                                             | Rép.G Progressiste | Clerc d'huissier à Concarneau                                                                                   |
| 1919                                     | 1934         | Maurice Bouilloux-Lafont                                                | Rép.G              | Banquier Maire de Bénodet (1912-1937)                                                                           |
| 1934                                     | 1940         | Pierre Guéguin                                                          | PC-SFIC puis DVG   | Instituteur puis professeur Maire de Concarneau (1935-1939)                                                     |
|                                          |              |                                                                         |                    | |
| 1943                                     | 1945         | André Normand                                                           |                    | Industriel Adjoint au maire de Trégunc Nommé conseiller départemental en 1943                                   |
|                                          |              |                                                                         |                    | |
| 1945                                     | 1949         | Robert Jan (1908-1987)                                                  | PCF                | Officier mécanicien de la Marine marchande Maire de Concarneau (1945-1947)                                      |
| 1949                                     | 1955         | Albert Quelven (1913-1990)                                              | PCF                | Instituteur, ancien maire de Lanriec (1945)                                                                     |
| 1955                                     | 1967         | Michel Naviner (1919-2001)                                              | PCF puis DVG       | Ancien résistant Maire de Trégunc (1945-1959)                                                                   |
| 1967                                     | 1973         | Charles Linement (1905-1986)                                            | FGDS puis PS       | Trésorier puis directeur de la caisse d’Épargne de Concarneau Maire de Concarneau (1948-1971)                   |
| 1973                                     | 1979         | Robert Jan                                                              | PCF                | Officier mécanicien de la Marine marchande Maire de Concarneau (1945-1947 et 1977-1980) Ancien résistant        |
| 1979                                     | 1992         | Gilbert Le Bris                                                         | PS                 | Commerçant Suppléant de Louis Le Pensec - Député (1981-1983, 1988-1993 et 1997) Maire de Concarneau (1989-2008) |
| 1992                                     | 1998         | Paulette Lecroc                                                         | DVD                | Pharmacienne Conseillère municipale de Trégunc (maire de 1971 à 1989)                                           |
| 1998                                     | 2004         | Jean Lozac'h                                                            | PS                 | Instituteur Maire de Trégunc (1989-1998)                                                                        |
| 2004                                     | 2011         | Jean-Paul Le Roux                                                       | PS                 | Principal de collège Conseiller municipal puis premier adjoint au maire de Concarneau (1995-2008)               |
| 2011                                     | 2015         | Nicole Ziegler                                                          | PS                 | Secrétaire médicale Conseillère municipale d'opposition de Concarneau Vice-Présidente du Conseil Général        |
| Les données manquantes sont à compléter. |              |                                                                         |                    | |

### Conseillers départementaux depuis 2015
| Période élective | Période élective | Mandat | Mandat   | Identité             | Nuance | Nuance | Qualité                                                                                             |
| ---------------- | ---------------- | ------ | -------- | -------------------- | ------ | ------ | --------------------------------------------------------------------------------------------------- |
| 2015             | 2021             | 2015   | 2021     | Jacques François     |        | PS     | Directeur adjoint du RSI Bretagne (Régime social des indépendants) Maire de Saint-Yvi (2008-2020)   |
| 2015             | 2021             | 2015   | 2021     | Nicole Ziegler       |        | DVG    | Conseillère municipale de Concarneau jusqu'en 2020 Vice-présidente chargée de la mer et du littoral |
| 2021             | 2028             | 2021   | en cours | Céline Gaz-Le Tendre |        | DVG    | Cheffe des ventes dans la presse, Concarneau                                                        |
| 2021             | 2028             | 2021   | en cours | Michel Loussouarn    |        | DVG    | Avocat, maire de Rosporden depuis 2016, ancien conseiller général du canton de Rosporden            |

### Résultats détaillés

#### Élections de mars 2015
À l'issue du 1er tour des élections départementales de 2015, deux binômes sont en ballottage : Xavier Calvarin et Christine Le Tennier (Union de la Droite, 34,26 %) et Jacques François et Nicole Ziegler (PS, 30,56 %). Le taux de participation est de 48,47 % (14 888 votants sur 30 713 inscrits) contre 51,11 % au niveau départementalet 50,17 % au niveau national.
Au second tour, Jacques François et Nicole Ziegler (PS) sont élus avec 50,58 % des suffrages exprimés et un taux de participation de 48,57 % (6 905 voix pour 14 917 votants et 30 713 inscrits).
Nicole Ziegler a été exclue du PS.

#### Élections de juin 2021
Le premier tour des élections départementales de 2021 est marqué par un très faible taux de participation (33,26 % au niveau national). Dans le canton de Concarneau, ce taux de participation est de 33,56 % (10 767 votants sur 32 084 inscrits) contre 35,55 % au niveau départemental. À l'issue de ce premier tour, deux binômes sont en ballottage : Céline Gaz-Le Tendre et Michel Loussouarn (Union à gauche, 43,02 %) et Marc Bigot et Pascale Pichon (Union au centre et à droite, 29,08 %).
Le second tour des élections est marqué une nouvelle fois par une abstention massive équivalente au premier tour. Les taux de participation sont de 34,36 % au niveau national, 36,76 % dans le département et 35,44 % dans le canton de Concarneau. Céline Gaz-Le Tendre et Michel Loussouarn (Union à gauche) sont élus avec 56,09 % des suffrages exprimés (6 004 voix pour 11 372 votants et 32 092 inscrits),,. 

## Composition

### Composition avant 2015

Localisation du canton de Concarneau avant 2015.

Le canton de Concarneau regroupait deux communes.
| Nom                    | Code Insee | Codepostal | Superficie (km2) | Population (dernière pop. légale) | Densité (hab./km2) |
| ---------------------- | ---------- | ---------- | ---------------- | --------------------------------- | ------------------ |
| Concarneau (chef-lieu) | 29039      | 29900      | 41,08            | 18 557 (2012)                     | 452                |
| Trégunc                | 29293      | 29910      | 50,61            | 6 980 (2012)                      | 138                |

### Composition à partir de 2015
Le canton de Concarneau comprend désormais six communes entières.
| Nom                                | Code Insee | Intercommunalité                        | Superficie (km2) | Population (dernière pop. légale) | Densité (hab./km2) | Modifier                                    |
| ---------------------------------- | ---------- | --------------------------------------- | ---------------- | --------------------------------- | ------------------ | ------------------------------------------- |
| Concarneau (bureau centralisateur) | 29039      | CA Concarneau Cornouaille Agglomération | 41,08            | 20 632 (2022)                     | 502                | modifier les données · modifier les données |
| Elliant                            | 29049      | CA Concarneau Cornouaille Agglomération | 70,30            | 3 379 (2022)                      | 48                 | modifier les données · modifier les données |
| Melgven                            | 29146      | CA Concarneau Cornouaille Agglomération | 51,17            | 3 388 (2022)                      | 66                 | modifier les données · modifier les données |
| Rosporden                          | 29241      | CA Concarneau Cornouaille Agglomération | 57,37            | 7 580 (2022)                      | 132                | modifier les données · modifier les données |
| Saint-Yvi                          | 29272      | CA Concarneau Cornouaille Agglomération | 27,05            | 3 418 (2022)                      | 126                | modifier les données · modifier les données |
| Tourch                             | 29281      | CA Concarneau Cornouaille Agglomération | 19,70            | 1 004 (2022)                      | 51                 | modifier les données · modifier les données |
| Canton de Concarneau               | 2908       |                                         | 266,67           | 39 401 (2022)                     | 148                | modifier les données                        |

## Démographie

### Démographie avant 2015
| 1962   | 1968   | 1975   | 1982   | 1990   | 1999   | 2006   | 2011   | 2012   |
| ------ | ------ | ------ | ------ | ------ | ------ | ------ | ------ | ------ |
| 20 909 | 22 591 | 23 914 | 23 893 | 24 760 | 25 807 | 26 657 | 25 731 | 25 537 |

### Démographie depuis 2015
En 2022, le canton comptait 39 401 habitants, en évolution de +5,23 % par rapport à 2016 (Finistère : +2,16 %, France hors Mayotte : +2,11 %).
| 2013   | 2018   | 2022   |
| ------ | ------ | ------ |
| 36 934 | 38 052 | 39 401 |